# Toegangshek Amaliapark
Het Toegangshek van het Amaliapark is een rijksmonument in het Amaliapark tegenover het station van Baarn.
Het standgroene neobarokke hek sloot het plantsoen af dat in 1873 werd aangelegd tegenover het station. Het werd aangelegd in opdracht van prins Hendrik der Nederlanden. Het park en het hek dienden als visitekaartje voor Baarn, niet voor aankomende reizigers. Het plantsoen was bedoeld om bezoekers over te halen zich in Baarn te vestigen. Het parkje is genoemd naar de in 1872 overleden eerste vrouw van Hendrik, Amalia van Saksen-Weimar. Het hekwerk is ontworpen door architect Nicolaas Redeker Bisdom. Het hek staat op een met natuurstenen afdekplaten afgewerkte bakstenen voet. Het hek is gemaakt van giet- en smeedijzeren onderdelen. Aan weerszijden van het toegangshek staan vijf hekstukken, gescheiden door staanders, met krulwerk en andere versieringen.
Op het hekwerk staan het jaartal 1873, de tekst Amaliapark, het monogram en een gouden kroon. 
Tussen de twee gietijzeren kolommen van het beweegbare deel staat op een naamband de tekst 'Amalia-park'. De letters  'A' en 'H' in het gekroonde medaillon zijn de voorletters van respectievelijk Amalia en Hendrik. In het midden van het hek is een cartouche met het jaartal 1873. 